# Università di Arte e Design di Karlsruhe

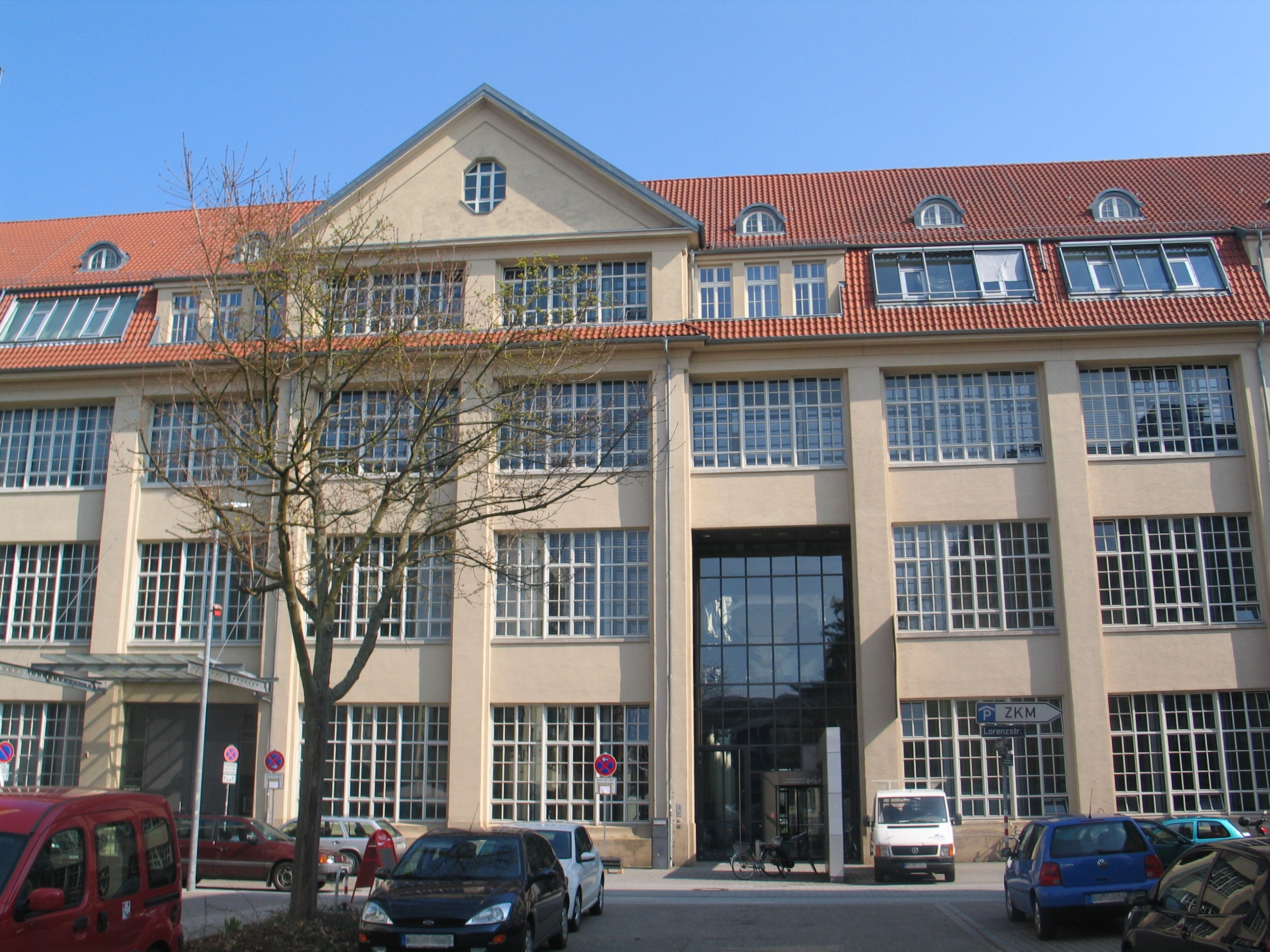
Ingresso dell'università.

La Staatliche Hochschule für Gestaltung Karlsruhe  (in italiano: Università di Arte e Design di Karlsruhe) fondata nel 1992, è un'accademia di belle arti di Karlsruhe. Gli studi si concentrano su New Media Art, Grafica, Disegno industriale, Scenografia, Scienza dell'arte e Filosofia dei media prestando particolare attenzione all'interdisciplinarità fra le varie facoltà. L'università conta 400 studenti e dal 1º febbraio 2016 il Rettore è il Professore Siegfried Zielinski.

## Storia
L'Università di Arte e Design di Karlsruhe è stata inaugurata il 15 aprile 1992. Fu fondata, con la collaborazione dello Zentrum für Kunst und Medientechnologie ("Centro per l'arte e la tecnologia dei media") di Karlsruhe nel corso degli anni dal 1989 ed il 1992, dal Professore Heinrich Klotz.

## Facoltà
Le principali facoltà sono
- Grafica,
- Disegno industriale,
- New Media Art,
- Mostra e Scenografia
- Scienza dell'arte e Filosofia dei media

Gli studenti che scelgono indirizzi pratici, devono obbligatoriamente studiare una Facoltà fra Filosofia dei media e Scienza dell'arte.
Per poter accedere all'università è necessario aver completato la scuola secondaria e superare un test di ammissione.

## Aree di insegnamento[2]
Livello della laurea in parentesi.
- New Media Art (Laurea) e le sue aree disciplinari
  - Nuovi media
  - Media digitali/InfoArt
  - Fotografia
  - Sound
  - Film
  - 3D
- Disegno industriale (Laurea)
- Grafica (Laurea)
- Storia dell'arte e Scenografia (Laurea) e le sue aree disciplinari
  - Scenografia
  - Mostra
  - Studi Curatoriali e drammaturgia
- Scienza dell'arte e Filosofia dei media (Laurea magistrale) e le sue aree disciplinari
  - Scienza dell'arte e Teoria dei media
  - Filosofia ed Estetica